# Verenigd Koninkrijk op het Eurovisiesongfestival 1997
Het Verenigd Koninkrijk deed in 1997 voor de negenendertigste keer mee aan het Eurovisiesongfestival. De groep Katrina & The Waves was gekozen door de BBC door een nationale finale om het land te vertegenwoordigen.

## Nationale voorselectie
Onder de titel Great British Song Contest 1997 hield het Verenigd Koninkrijk een nationale finale om  het lied te selecteren voor het Eurovisiesongfestival 1997. De nationale finale werd gehouden op 9 maart 1997 en werd gepresenteerd door Dale Winton. Er deden vier artiesten mee aan deze nationale selectie.
Na een eerste ronde bleven de 4 beste liedjes over
| Volgorde | Artiest                  | Lied                            | Punten | Plaats |
| -------- | ------------------------ | ------------------------------- | ------ | ------ |
| 1        | Katrina & The Waves      | Love shine a light              | 69,830 | 1ste   |
| 2        | Do Re Mi featuring Kerry | Yodel in the canyon of love     | 58,696 | 2de    |
| 3        | Joanne May               | You stayed away too long        | 51,584 | 4de    |
| 4        | Sam Blue                 | For the life you don't yet know | -      | 4de    |

## In Dublin
In Ierland moest het Verenigd Koninkrijk aantreden als 24ste, net na Kroatië en voor IJsland. Op het einde van de puntentelling bleek dat de groep op een eerste plaats was geëindigd met 227 punten.
Ze ontvingen tien keer het maximum van de punten. 
België deed niet mee in 1997 en Nederland had 12 punten over voor deze inzending.

### Gekregen punten

#### Finale
| 12 punten | 10 punten                                                           | 8 punten                      | 7 punten                      | 6 punten    |
| --- | ------------------------------------------------------------------- | ----------------------------- | ----------------------------- | ----------- |
| - Denemarken - Frankrijk - Hongarije - Ierland - Kroatië - Nederland - Oostenrijk - Rusland - Zweden - Zwitserland | - Bosnië en Herzegovina - Duitsland - Estland - Griekenland - Polen | - IJsland - Italië - Slovenië | - Cyprus - Portugal - Turkije | - Noorwegen |
| 5 punten | 4 punten                                                            | 3 punten                      | 2 punten                      | 1 punt      |
| - Spanje |                                                                     |                               |                               | - Malta     |

### Punten gegeven door Verenigd Koninkrijk

#### Finale
Punten gegeven in de finale:
| 12 punten | Ierland    |
| 10 punten | Estland    |
| 8 punten  | Hongarije  |
| 7 punten  | Zweden     |
| 6 punten  | IJsland    |
| 5 punten  | Cyprus     |
| 4 punten  | Turkije    |
| 3 punten  | Italië     |
| 2 punten  | Denemarken |
| 1 punt    | Kroatië    |

1957 · 1958 · 1959 · 1960 · 1961 · 1962 · 1963 · 1964 · 1965 · 1966 · 1967 · 1968 · 1969 · 1970 · 1971 · 1972 · 1973 · 1974 · 1975 · 1976 · 1977 · 1978 · 1979 · 1980 · 1981 · 1982 · 1983 · 1984 · 1985 · 1986 · 1987 · 1988 · 1989 · 1990 · 1991 · 1992 · 1993 · 1994 · 1995 · 1996 · 1997 · 1998 · 1999 · 2000 · 2001 · 2002 · 2003 · 2004 · 2005 · 2006 · 2007 · 2008 · 2009 · 2010 · 2011 · 2012 · 2013 · 2014 · 2015 · 2016 · 2017 · 2018 · 2019 · 2020 · 2021 · 2022 · 2023 · 2024 · 2025